# JAG (seriál)
JAG je americký kriminální televizní seriál, který byl premiérově vysílán v letech 1995–2005. První řada byla uvedena na stanici NBC, která jej kvůli nízké sledovanosti zrušila. Od roku 1996 pak byl uváděn na stanici CBS. Celkově vzniklo 227 dílů rozdělených do deseti řad. Autorem JAGu je producent a scenárista Donald P. Bellisario. Seriál se věnuje práci uniformovaných právníků, členů vojenské prokuratury amerického námořnictva (Judge Advocate General's Corps, odtud akronym JAG), kteří mají za úkol vyšetřovat kriminální případy příslušníků Námořnictva Spojených států a Námořní pěchoty Spojených států, a obviněné stíhat i obhajovat.
V roce 2003 byl z JAGu odvozen seriál Námořní vyšetřovací služba.

## Obsazení
- David James Elliott jako Harmon Rabb, Jr., právník JAGu a bývalý námořní pilot, důstojník námořnictva (hodnosti: poručík / nadporučík / komandér / kapitán)
- Andrea Parker jako Caitlin Pikeová (pouze pilot, jako host v 1. a 6. řadě), právnička JAGu (hodnosti: podporučík / poručík / komandér)
- Terry O'Quinn jako Thomas Boone (pouze pilot, jako host v 1.–2. a 6.–8. řadě), velitel letecké skupiny (CAG) na letadlové lodi USS Seahawk (hodnosti: kapitán / kontradmirál)
- Tracey Needham jako Meg Austinová (1. řada), právnička JAGu, důstojnice námořnictva (hodnosti: podporučík)
- Catherine Bell jako Sarah „Mac“ MacKenzie (2.–10. řada), právnička a velitelka štábu JAGu, důstojnice námořní pěchoty (hodnosti: major / podplukovník)
- Patrick Labyorteaux jako Budrick „Bud“ Roberts, Jr. (2.–10. řada, v 1. řadě jako host), tiskový mluvčí na USS Seahawk, později právník JAGu (hodnosti: podporučík / mladší poručík / poručík / nadporučík)
- John M. Jackson jako Albert Jethro „A. J.“ Chegwidden (2.–9. řada, v 1. řadě jako host), generální prokurátor námořnictva (hodnosti: kontradmirál)
- Scott Lawrence jako Sturgis Turner (10. řada, v 7.–9. řadě jako host), právník JAGu (hodnosti: komandér)
- Zoe McLellan jako Jennifer Coatesová (10. řada, v 7.–9. řadě jako host), asistentka generálního prokurátora (poddůstojnice)

## Vysílání
| Řada | Díly | Premiéra v USA | Premiéra v USA    | Premiéra v ČR   | Premiéra v ČR   | Stanice v USA |
| Řada | Díly | První díl      | Poslední díl      | První díl       | Poslední díl    | Stanice v USA |
| ---- | ---- | -------------- | ----------------- | --------------- | --------------- | ------------- |
| 1    | 22   | 23. září 1995  | 15. července 1996 | 21. září 1997   | 19. února 1998  | NBC           |
| 2    | 15   | 3. ledna 1997  | 18. dubna 1997    | 26. února 1998  | 11. června 1998 | CBS           |
| 3    | 24   | 23. září 1997  | 19. května 1998   | 18. června 1998 | 28. ledna 1999  | CBS           |
| 4    | 24   | 22. září 1998  | 25. května 1999   | 3. září 1999    | 27. února 2000  | CBS           |
| 5    | 25   | 21. září 1999  | 23. května 2000   | 6. března 2001  | 18. dubna 2001  | CBS           |
| 6    | 24   | 3. října 2000  | 22. května 2001   | 6. října 2001   | 2. března 2002  | CBS           |
| 7    | 24   | 25. září 2001  | 21. května 2002   | 6. září 2003    | 7. února 2004   | CBS           |
| 8    | 24   | 24. září 2002  | 20. května 2003   | 5. září 2004    | 27. února 2005  | CBS           |
| 9    | 23   | 26. září 2003  | 21. května 2004   | 15. října 2005  | 5. února 2007   | CBS           |
| 10   | 22   | 24. září 2004  | 29. dubna 2005    | 6. února 2007   | 7. března 2007  | CBS           |